# 帕特里克·麦丘
帕特里克·麦丘（英語：Patrick McCue，1883年6月24日—1962年9月10日），生于悉尼，澳大利亚男子橄榄球运动员。他曾代表澳大拉西亚参加1908年夏季奥林匹克运动会橄榄球比赛，获得一枚金牌。